# Exmoor
Exmoor National Park är en nationalpark i Storbritannien. Den ligger i riksdelen England, i den södra delen av landet, 260 km väster om huvudstaden London. 
Exmoor är nationalpark sedan 1954. Nationalparken ligger i grevskapen Somerset och Devon, och är uppkallad efter floden Exe som flyter genom området. Orter som ligger i området är Withypool, Exford, Simonsbath, Wheddon Cross, Lynton, Lynmouth och Luxborough.